# تبدیل‌شوندگان: انتقام فالن
تبدیل‌شوندگان: انتقام فالن (به انگلیسی: Transformers: Revenge of the Fallen) فیلمی آمریکایی در ژانر اکشن و علمی تخیلی به کارگردانی مایکل بی است که در سال ۲۰۰۹ منتشر شد. این فیلم دنبالهٔ تغییر دهندگان (۲۰۰۷) است و دومین قسمت از مجموعه فیلم‌های لایو اکشن تبدیل‌شوندگان به‌شمار می‌رود. در این فیلم شایا لباف، مگان فاکس، تایریس گیبسون، جان تورتورو، جاش دوهامل، پیتر کالن، رامون رودریگز، کوین دان، جولی وایت، جان بنجامین هیکی، گلن مورشور و رین ویلسون ایفای نقش کرده‌اند.
تبدیل‌شوندگان: انتقام فالن اولین بار در ۸ ژوئن ۲۰۰۹ در توکیو و در ۲۴ ژوئن ۲۰۰۹ در ایالات متحده منتشر شد. استقبال منتقدان منفی بود و آن را پایین‌تر از فیلم اول می‌دانستند. منتقدان داستان فیلم، فیلم‌نامه، طنز خام، کلیشه‌های نژادی توهین‌آمیز و شخصیت‌ها را نقد کردند، اما جلوه‌های بصری و صدا مورد تحسین قرار گرفت. این فیلم برنده سه جایزه جایزه تمشک طلایی شد و پرفروش فیلمی شد که برنده جایزه بدترین فیلم شده‌است. عملکرد این فیلم در گیشه از فیلم قبلی پیشی گرفت و در مجموع ۸۳۶٫۳ میلیون دلار در سرتاسر جهان فروش کرد و سی و هفتمین فیلم پرفروش داخلی و چهارمین فیلم پرفروش سال شد. پس از آن تبدیل‌شوندگان: نیمه تاریک ماه در سال ۲۰۱۱ منتشر شد.

## داستان
تبدیل شوندگان که با شکست مواجه شده‌اند حالا به دنبال انتقام هستند و فعالیت‌های مخفی خود را آغاز کرده‌اند و در این راه فقط یک نفر می‌تواند مانع آن‌ها شود و او سم ویت‌ویکی (شایا لباف) است. اما سم به دانشگاه رفته و نمی‌خواهد وقت خود را به درگیری با تبدیل‌شوندگان بگذراند. او حتی از ماشین مورد علاقه‌اش جدا شده‌است ولی اتفاقاتی باعث می‌شود که سم در تصمیمش تجدید نظر کند پس او و دوستش میکائلا بینز (مگان فاکس) تصمیم می‌گیرند یکبار دیگر با تبدیل‌شوندگان بجنگند.
تبدیل شوندگان ۲
در 17,000 قبل از میلاد، سلسله پرایم ها (بالاترین سایبرترونی‌های حاکم در سایبرترون) انرژی انرگون را از دستگاه‌های برداشت ستاره جمع‌آوری می‌کنند. ماشین‌هایی که ستاره‌ها را مصرف می‌کنند تا انرژی آنها را مهار کنند. پرایم های هفت یک قانون مقدس دارند که هرگز ستاره ای را که حیات را حفظ می کند، تهی نمی کنند. یک پرایم این قانون را با دستور ساخت یک دروگر ستاره بر روی زمین نقض می‌کند، برای آنکه به دسپتیکان فالن اصلی تبدیل شود و درنهایت توسط پرایم های دیگر شکست می‌خورد.
در روزگار کنونی، دو سال پس از نبرد ماموریت شهر، اتوبات‌ها و انسان‌ها پیمان NEST (معاهده گونه‌های فرازمینی غیربیولوژیکی) را تشکیل داده‌اند، تا یک گروه عملیات مشترک طبقه‌بندی‌شده برای حذف دسیپتکانهای باقی‌مانده ایجاد شود. دو دسیپتکان سایدوی و  دمولیشر، در شانگهای شکست می‌خورند، اما دمولیشر قبل از کشته شدن درباره بازگشت فالن هشدار می‌دهد. در همین حال، دسیپتکان ساندوی یک ماهواره نظامی ایالات متحده را هک می کند تا آخرین قطعه شناخته شده آل اسپارک را از پایگاه نیروی دریایی ایالات متحده در دیگو گارسیا ردیابی و سرقت کند. کنستراک تیکان ها از آن برای احیای مگاترون استفاده می کنند و در عین حال قطعاتی را از یکی از خود جدا می کنند تا بدن مگاترون را ترمیم کنند و مگاترون به فالن باز می گردد. فالن، مگاترون و نفر دومش، استار اسکریم را می فرستد تا سم ویتویکی را زنده بگیرند و اپتیموس را بکشند.
در همین حال، سم که اکنون در کالج دانشگاه پرینستون تحصیل می کند، از زمانی که یک قطعه کوچک AllSpark را در دست داشت، نمادهای سایبرترونیها را می بیند. مگاترون معتقد است این نمادها دسیپتیکانها را به منبع انرژی جدید هدایت خواهند کرد. این قطعه بسیاری از وسایل آشپزخانه را زنده می کند که سعی می کنند سم و والدینش را بکشند اما بامبلبی آنها را نجات می دهد. سم قطعه را به دوست دخترش میکائلا بانس می دهد، که بعداً دسپتیکان ویلی را در حالی که سعی می کند آن را بدزد دستگیر می کند.
پس از حمله آلیس، یک دسیپتیکان متظاهر که خود را به عنوان یک دانش آموز نشان می دهد، سم، هم اتاقی اش لئو و میکایلا قبل از اینکه اتوباتها بتوانند آنها را نجات دهند توسط دسیپتیکان گریندور دستگیر می شوند. اپتیموس پرایم قبل از اینکه گریندور را بکشد با مگاترون، استاراسکریم و گریندور مبارزه می کند. مگاترون سپس اپتیموس را می کشد در حالی که او از سم دفاع می کرد. دسیپتیکانها حملات ویرانگری را در سراسر جهان آغاز می کند، در حالی که مگاترون و ساندوی سیستم های مخابراتی زمین را می ربایند، که به فالن اجازه می دهد تا پیامی را به انسان ها ارسال کند و خواستار تحویل سم به او شود.
سم، میکائلا و لئو سپس به دنبال کارشناس بیگانگان و مامور سابق بخش هفت، سیمور سیمونز می‌گردند، که فاش می‌کند که تبدیل شوندگان برای مدت طولانی از زمین دیدن کرده‌اند و برخی از آنها به نام سیکرز در این سیاره پنهان مانده‌اند. با کمک ویلی، آنها یک دسیپتیکان سالخورده را که به جستجوگر اتوبات تبدیل شده بود به نام جت فایر را در موزه هوا و فضای اسمیتسونیان ردیابی می کنند. آنها از قطعه خود برای احیای جت فایر استفاده می کنند که گروه را به مصر تله پورت می کند. همراه با جت فایر، ویلی با اتوباتها متحد می شود و جت فایر آنها را می فرستد تا ماتریکس رهبری را پیدا کنند، کلیدی به ماشین دروگر ستاره، که می تواند اپتیموس پرایم را نیز احیا کند. گروه ماتریکس را پیدا می‌کند که پرایمها برای پنهان کردن آن خود را قربانی کردند، اما آن متلاشی و به غبار تبدیل می‌شود.

## جوایز
این فیلم کاندیدای اسکار بهترین صداگذاری در سال ۲۰۱۰ شد.